# دومينغو أندريس
دومينغو أندريس (بالإسبانية: Domingo Andrés)‏ هو شاعر إسباني، ولد في 1525 في الكانيث في إسبانيا، وتوفي في 1599.